# Oghenekaro Etebo
Oghenekaro Peter Etebo (1995. november 9.–) nigériai válogatott labdarúgó.

## Pályafutása

### Klubcsapatokban

#### Warri Wolves
Etebo 2012-ben csatlakozott a Warri Wolves csapatához. A 2013-as nigériai Premier League kezdete előtt a felnőtt keret tagja lett, azonban az iskolai tanulmányai és a bajnoki szezon elhalasztása miatt csak 2013. április 14-én mutatkozott be az első csapatban. Bemutatkozása alkalmával gólpasszt adott Joseph Osadiayének, valamint mesterhármast ért el a 4., 9. és 37. percben lőtt góljaival, csapata pedig 4-1-re győzött a az El-Kanemi Warriors ellen. Formája kitartott a szezon hátralevő részében is, a Wikki Tourists elleni 3-1-es győzelem alkalmával 22 perc alatt szerzett három gólt. 2014 márciusában az első nemzetközi kupagólját is megszerezte a kameruni Douala Unió elleni CAF-konföderációs kupa mérkőzésen. Teljesítményével több afrikai élcsapat, így az egyiptomi Ez-Zamálek és a tunéziai Espérance Sportive de Tunis figyelmét is felkeltette, 2014 májusában pedig az olasz Udinese szerződtette volna.
2015-ben Etobo szerezte az év gólját, a bajnokságban a Bayelsa Unitednek rúgott találatát díjazták a legszebb gólnak járó elismeréssel. 2016. január 7-én elnyerte az év legígéretesebb tehetségének járó díjat. A Warri Wolves színeiben három szezon alatt 64 találkozón 23 alkalommal volt eredményes a bajnokságban.

#### Feirense
A 2015–2016-os szezon előtt a portugál másodosztályú Feirense igazolta le, akikkel feljutott a portugál élvonalba. 

#### Las Palmas
2018. január 31-én fél évre kölcsönbe a spanyol első osztályú Las Palmas vette kölcsön. Tizennégy bajnokin lépett pályára a klub színeiben.

#### Stoke City
2018. június 11-én az angol élvonalból kieső Stoke City szerződtette, 7 200 000 eurót fizetve érte.

### A válogatottban
A nigériai válogatottban a 2014-es afrikai nemzetek bajnoksága selejtezői alatt mutatkozott be, 2013. július 27-én. Részt vett a 2015-ös U23-as Afrikai nemzetek kupáján, amit Nigéria megnyert. Etobo öt góllal a torna gólkirálya lett, az Algéria elleni döntőben is betalált az ellenfél hálójába. Részt vett a 2016-os olimpián, ahol bronzérmet szerzett. Részt vett a 2018-as labdarúgó-világbajnokságon is.

## Statisztika

### Klubcsapat
2019. július 11-én frissítve.
| Klub             | Szezon           | Bajnokság        | Bajnokság     | Bajnokság | Országos kupa | Országos kupa | Ligakupa      | Ligakupa | Egyéb         | Egyéb | Összesen      | Összesen |
| Klub             | Szezon           | Bajnokság        | Pályára lépés | Gól       | Pályára lépés | Gól           | Pályára lépés | Gól      | Pályára lépés | Gól   | Pályára lépés | Gól      |
| ---------------- | ---------------- | ---------------- | ------------- | --------- | ------------- | ------------- | ------------- | -------- | ------------- | ----- | ------------- | -------- |
| Feirense         | 2015–16          | LigaPro          | 4             | 1         | 0             | 0             | 0             | 0        | 0             | 0     | 4             | 1        |
| Feirense         | 2016–17          | Primeira Liga    | 23            | 2         | 1             | 0             | 3             | 1        | 0             | 0     | 27            | 3        |
| Feirense         | 2017–18          | Primeira Liga    | 18            | 4         | 1             | 0             | 0             | 0        | 0             | 0     | 19            | 1        |
| Feirense         | Összesen         | Összesen         | 45            | 7         | 2             | 0             | 3             | 1        | 0             | 0     | 50            | 8        |
| Las Palmas       | 2017–18          | La Liga          | 14            | 0         | 0             | 0             | 0             | 0        | 0             | 0     | 14            | 0        |
| Stoke City       | 2018–19          | Championship     | 34            | 2         | 2             | 0             | 1             | 0        | 0             | 0     | 37            | 2        |
| Karrier összesen | Karrier összesen | Karrier összesen | 93            | 9         | 4             | 0             | 4             | 1        | 0             | 0     | 101           | 10       |

### Válogatott
2019. július 16-án frissítve.
| Válogatott | Év       | Pályára lépés | Gól |
| ---------- | -------- | ------------- | --- |
| Nigéria    |          |               |     |
| 2013       | 3        | 0             |     |
| 2016       | 4        | 1             |     |
| 2017       | 4        | 0             |     |
| 2018       | 10       | 0             |     |
| 2019       | 11       | 0             |     |
| Összesen   | Összesen | 32            | 1   |

### Válogatott góljai
Az eredmények minden esetben Nigéria szempontjából értendőek.
| #  | Dátum             | Helyszín                              | Ellenfél | Eredmény a gólt követően | Végeredmény | Versenysorozat                            |
| -- | ----------------- | ------------------------------------- | -------- | ------------------------ | ----------- | ----------------------------------------- |
| 1. | 2016. március 25. | Ahmadu Bello Stadion, Kaduna, Nigéria | Egyiptom | 1–0                      | 1–1         | 2017-es afrikai nemzetek kupája selejtező |